# Юрьева, Мавра Исидоровна
Мавра Исидоровна Юрьева (1780 — 1828) — камер-фрау императрицы Марии Фёдоровны.

## Биография
Отец: Исидор Юрьев. 
Муж: Алексей Григорьевич Вакар (1773—1843), белорусский дворянин, бывший ротмистр польской армии, служивший в конторе генерал-рекетмейстера в должности переводчика.
До брака с ним, по некоторым данным, Мавра Исидоровна имела дочь от Павла Первого — Марфу Павловну Мусину-Юрьеву (май или июнь 1801 — 17 (29) сентября 1803), которая родилась уже после убийства императора, но Павел I признал будущего ребёнка ещё при жизни специальным рескриптом, наделив дворянством, гербом и имением. Девочка, которая воспитывалась при дворе вдовствующей императрицы, умерла в младенчестве.
Её мать выдали замуж за Алексея Григорьевича Вакара. После смерти ребёнка вышел приказ императора Александра — «капитал, составленный из доходов с имения покойной девицы Марфы Мусиной-Юрьевой, и с накопившимися на оный по день выдачи процентами, выдать ея матери надворной советнице Вакар», что подтверждает версию её материнства.
Однако имеется версия, что материнство могло принадлежать фрейлине Марии Федоровны — Наталье Семёновне Борщовой (1758—1843), которая была близкой подругой фрейлины Е. И. Нелидовой, фаворитки Павла I, отстраненной им от двора в 1798 году в замок Лоде, близ Ревеля. Возможно, Юрьевой передали ребёнка на воспитание, что было обычной практикой, применяемой для бастардов в семье российских монархов. Впрочем, эта версия выглядит весьма спорной, поскольку Борщова на тот момент имела преклонный для той эпохи возраст 43 года, и имела 7 законных детей, а также внуков.

## Дети
- Марфа Павловна Мусина-Юрьева    (май или июнь 1801 — 17 (29)сентября 1803)
- Александр 1-й Алексеевич Вакар.  (р.30.12.1803)
- Екатерина Алексеевна Маркова (Вакар) (р.1804)
- Павел Алексеевич Вакар (1805—1878) — надворный советник, помощник инспектора Санкт-Петербургского университета, его жена Анна Петровна Каховская, была дочерью героя Отечественной войны 1812 года генерал-лейтенанта Петра Демьяновича Каховского
- Александр 2-й Алексеевич Вакар (р.15 ноября 1807)
- Михаил Алексеевич Вакар (р.1809)
- Модест Алексеевич Вакар (1813 —    не позднее 1867) — генерал-майор, командующий гвардейской резервной пешей артиллерией
- Елизавета Алексеевна Вакар (р.1814), замужем за военным священником, протоиереем Степаном Ефимовичем Цытовичем
- Платон Алексеевич Вакар (1823 — 1899) — тайный советник, член Совета Главного управления по делам печати Российской империи